# Fréland
Fréland település Franciaországban, Haut-Rhin megyében. Lakosainak száma 1297 fő (2022. január 1.). Fréland Lapoutroie, Sainte-Marie-aux-Mines, Aubure és Kaysersberg-Vignoble községekkel határos.

## Népesség
A település népességének változása:
| Lakosok száma | 1361 | 1367 | 1387 | 1343 | 1331 | 1316 | 1310 | 1305 | 1297 |
|               | 2013 | 2015 | 2016 | 2017 | 2018 | 2019 | 2020 | 2021 | 2022 |